# Alternaria-Krankheit
Als Alternaria-Krankheit werden im Pflanzenbau Pflanzenkrankheiten bezeichnet, die durch Schimmelpilze aus der Gattung Alternaria ausgelöst werden. Wirtschaftliche Bedeutung besitzen vor allem folgende Erkrankungen:
- Alternariablattflecken des Apfels durch Alternaria mali
- Blattfleckenkrankheit an Gurke, Melone und Kürbis durch Alternaria cucumerina
- Dürrfleckenkrankheit der Kartoffel durch Alternaria solani
- Schwarzfäule des Apfels durch Alternaria alternata
- Sprühfleckenkrankheit der Kartoffel durch Alternaria alternata